# Wola Wapowska
Wola Wapowska – wieś w Polsce, położona w województwie kujawsko-pomorskim, w powiecie inowrocławskim, w gminie Kruszwica.

## Podział administracyjny
W latach 1975–1998 miejscowość administracyjnie należała do województwa bydgoskiego.

## Demografia
Według Narodowego Spisu Powszechnego (III 2011 r.) wieś liczyła 188 mieszkańców. Jest, wespół ze wsią Żerniki (188 mieszkańców), 22. co do wielkości miejscowością gminy Kruszwica.

## Oświata i kultura
W latach 1988–1997 w Woli Wapowskiej wybudowano nową szkołę. W roku 2006 obchodzono jubileusz 125-lecia utworzenia pierwszej szkoły, chociaż istnieją wzmianki, że szkoła powstała już w XVIII wieku. Najsilniejszy rozwój przypadł na lata powojenne, gdy powstała m.in. klubo-kawiarnia (obecnie świetlica wiejska).

## Administracja kościelna
Wieś w roku 1489 należała do kapituły włocławskiej. W roku 1560 Wola Wapowska wymieniana była w grupie wsi należących do parafii w Piaskach. Obecnie wierni kościoła rzymskokatolickiego należą do parafii w Piaskach.

## Straż pożarna
W miejscowości działa także ochotnicza straż pożarna o ponad 80-letniej historii.